# بول إدوارد جراي
بول إدوارد جراي (من مواليد 7 فبراير 1932 - وتُوفي في18 سبتمبر 2017) هو الرئيس الرابع عشر لمعهد ماساتشوستس للتكنولوجيا. وهو معروف بإنجازاته في تعزيز التعليم الهندسي والممارسة والقيادة في معهد ماساتشوستس للتكنولوجيا وفي العالم بأسره.

## النشأة وتعليمه
وُلد غراي في نيوآرك بنيوجيرسي في عام 1932، وتخرج من معهد ماساتشوستس للتكنولوجيا في عام 1954 مع بكالوريوس في الهندسة الكهربائية، وكان عضوًا في مجموعة فاي سيجما كابا. حصل غراي في وقت لاحق على درجة الدكتوراة من معهد ماساتشوستس للتكنولوجيا في 1955 و 1960، سواء في الهندسة الكهربائية، وخدم كمدرب إلكترونيات في الجيش الأمريكي من 1955-1957.

## معهد ماساتشوستس للتكنولوجيا
تخصص غراي كأستاذ في معهد ماساتشوستس للتكنولوجيا ، في البحث وتدريس الإلكترونيات وأشباه الموصلات. شارك غراي في عام 1969 في تأليف المبادئ الإلكترونية: الفيزياء والنماذج والدوائر، والتي أصبحت كتابًا قياسيًا عن المبادئ الأساسية لتكنولوجيا الإلكترونيات الصلبة.
تدرّج غراي بسرعة من خلال إدارة معهد ماساتشوستس للتكنولوجيا ، حيث عمل كعميد مساعد لشؤون الطلاب (1965-1967) ، وعضو مساعد (1969-1970) ، ثم عميد كلية الهندسة (1970-1971). خدم غراي كمستشار (1971-1980) تحت رئاسة رئيس معهد ماساتشوستس للتكنولوجيا جيروم ويزنر، ثم شغل منصب رئيس معهد ماساتشوستس للتكنولوجيا من 1980-1990، ثم كرئيس لمؤسسة د ماساتشوستس للتكنولوجيا (1990-1997).
يرجع الفضل إلى غراي في المساعدة في في معهد ماساتشوستس للتكنولوجيا في تأسيس برنامج فرص البحث الجامعي، وبرنامج قادة التصنيع، والارتباط المستمر بمعهد وايت هيد للأبحاث الطبية الحيوية. قاد غراي فريق العمل المعني بالفرص التعليمية (1968-1973) ، وشجع إصلاحات المناهج الدراسية الجامعية في الثمانينات التي عززت العلوم الإنسانية والعلوم الاجتماعية والبيولوجيا. قام غراي بتوسيع البرامج الهندسية التقليدية لمعهد ماساتشوستس للتكنولوجيا لتشجيع تطوير المهارات الإدارية.
عمل غراي أربع سنوات في مجلس العلوم بالبيت الأبيض ، وكان عضوًا في فريق المجلس المعني بصحة الجامعات، وكان أيضًا نائبًا لرئيس مجلس التنافسية.
بعد تقاعده من رئاسة معهد ماساتشوستس للتكنولوجيا، عاد غراي إلى التدريس وتقديم المشورة للطلاب الجامعيين. كان أستاذا للهندسة الكهربائية والرئيس الفخري لمعهد ماساتشوستس للتكنولوجيا ، وزميل فخري مدى الحياة في معهد مهندسي الكهرباء والإلكترونيات.
تُوفي جراي في 18 سبتمبر 2017 في كونكورد بولاية ماساتشوستس من مضاعفات مرض آلزهايمر.

## مؤلفاته
- بول غراي (1960). السلوك الديناميكي للأجهزة الحرارية. معهد ماساتشوستس للتكنولوجيا. ASIN B01IL7SQDQ.
- بول غراي (1967). مقدمة للإلكترونيات. جون وايلي وأولاده. ردمك 978-0471323204.

- بول غراي، بول سيرل ، كامبل إل (1970). المبادئ الإلكترونية: الفيزياء والنماذج والدوائر. جون وايلي وأولاده. ردمك 978-0471324003.